# スィオネ (衛星)
スィオネ（英語：Thyone、確定番号：Jupiter XXIX）は木星の第29衛星である。
2001年12月11日にスコット・S・シェパードが率いるハワイ大学の観測チームによって発見され、S/2001 J 2 という仮符号が与えられた。観測にはカナダ・フランス・ハワイ望遠鏡とハワイ大学の望遠鏡が用いられた。発見は他の10個の木星の新しい衛星の発見とあわせて2002年5月15日に小惑星センターのサーキュラーで公表された。その後2003年8月8日に、ギリシア神話のゼウスとの間にディオニュソスを産んだセメレーの別名テュオーネーに因んで命名され、Jupiter XXIX という確定番号が与えられた。
スィオネの見かけの等級は22.3であり、アルベドを0.04と仮定した場合、スィオネの直径はおよそ 4 km と推定される。また、密度を 2.6 g/cm3 と仮定した場合、質量はおよそ 9.0 ×1013 kg と推定される。スィオネは、木星から1930万kmと2270万kmの間の距離を逆行軌道で公転し、軌道傾斜角が 150° 前後の不規則衛星のグループであるアナンケ群に属している。